# Бонигоминис, Альфонс
Альфонс Бонигоминис (Испанец) (лат. Alphonsus Bonihominis; ум. ок. 1353) — доминиканский монах, епископ и переводчик арабских текстов на латынь из города Марракеша (Марокко). Автор перевода знаменитого сочинения «Epistola Samuelis Maroccani».

## Труды
Перевёл с арабского языка на латинский «Письма Самуила Марокканского» («Epistola Samuelis Maroccani»), включавшие 25 писем раввина XII века Самуила ибн-Насра ибн-Аббаса, более известного под именем Самуила Марокканского (Марокканца), адресованные раввину Исааку в Кордобе (Испания). Переписка основывалась на полемическом трактате Самуила Марокканского «Ifham al-Jahud» («Опровержение евреев» или араб. «Китаб-аль-Накд вал-Ибрам». Первое издание перевода Бонигоминиса было озаглавлено «Epistola ad r. Isaacum contra errores judaeorum, ex arabico latine per Alfonsum Bonihominis» (1475). Сам перевод относится к первой половине XIV века. Арабист Штейншнейдер, однако, полагал, что переводчиком был Павел Бургосский.
Включая первое издание 1475 года, эта брошюра выдержала девять изданий на латинском языке, пять на немецком и пять на итальянском. В Эскориале хранилась рукопись испанского перевода.
В Новгороде был сделан церковнославянский русский перевод 1504 года — «Учителя Самуила слово обличительное» с латинского «Rationes breves magni rabi Samuelis iudaei nati».
Русский перевод, сделанный с латинского иеромонахом Варлаамом (Гловацким), был издан пять раз в Санкт-Петербурге (1779, 1782, 1789, 1827 и 1837) и один раз в Киево-Печерской лавре (1855) под названием «Златое сочинение Самуила Мароккского, раввина иудейского, заключающееся в письмах к Исааку, раввину Кордубскому, на обличение иудейского заблуждения». Английский перевод появился в Йорке в 1649 году под заглавием «Благословенный еврей из Марокко, или чёрный Мавр, ставший белым».
Бонигоминису приписывается также перевод с арабского на латинский язык сочинения из семи посланий «Disputatio Abutalib saraceni et Samuelis judaei», которое к началу XX века существовало только в рукописном виде.